# 维特伯夫
维特伯夫（法語：Vuitebœuf，法語發音：[vɥitbœf]）是瑞士联邦西部法语区的沃州下设的一个镇。在行政上属于沃州北汝拉区管辖。维特伯夫的总面积为5.06平方公里。截至2010年底，总人口为478。

## 地理
维特伯夫位于纳沙泰尔湖以西，阿尔农河从境内穿过。